# Eilean Gamhna
Eilean Gamhna är en obebodd ö i Argyll and Bute, Skottland. Ön är belägen 1 km från Arduaine Point.